# Do Ya/Stay with Me
Do Ya/Stay With Me est troisième single extrait de l'album Radio:ACTIVE du groupe McFly. Il est également le single 2008 de Children in Need. La sortie physique fut prévue pour le 24 novembre 2008 et est téléchargeable depuis le 23 novembre 2008. "Stay With Me" est une reprise de The Faces, et est le principal single de Children in Need. McFly a effectué deux morceaux live sur l'enfance en détresse le 14 novembre 2008.
Le 8 janvier 2009 Do Ya est apparu sur la bande originale du feuilleton brésilien Três Irmãs.

## Liste des pistes
CD
1. Do Ya
2. Stay With Me, single officiel de Children in Need
3. I Kissed a Girl (from the BBC Radio One Live Lounge)
4. Lies

DVD
1. Do Ya (Audio)
2. Stay With Me (Audio)
3. Do Ya (Making Of The Video)
4. EPK on McFly in Brazil (8 min)

### Téléchargement
Itunes
1. Do Ya
2. Stay With Me, single officiel de Children in Need

Itunes Japon
1. Stay With Me

## Historique des sorties
| Region      | Date             | Label            | Format               |
| ----------- | ---------------- | ---------------- | -------------------- |
| Irlande     | 20 novembre 2008 | Super Records    | CD, Digital download |
| Royaume-Uni | 23 novembre 2008 | Super Records    | Digital Download     |
| Royaume-Uni | 24 novembre 2008 | Super Records    | CD Single            |
| Brésil      | 12 janvier 2009  | EMI Music Brazil | Airplay              |

## Chart performance
Le 30 novembre 2008, la chanson a débuté sur le UK Singles Chart # 18 à la fois physique et numérique des sorties de la chanson qui ont été mises à disposition. C'est la première fois que les McFly ont manqué le top 10 sur le Royaume-Uni Singles Chart, et donc, leur plus faible classement à ce jour. Auparavant,le place la plus basse a été "Ultraviolet / The Ballad of Paul K" , qui a échoué à la 9e place. Non seulement c'est le plus bas classement pour leur singles, mais c'est aussi la plus mauvaise place pour un single Children In Need à ce jour[Quand ?], avec une position plus faible qu'en 2007 avec le single Friendship Never Ends des Spice Girls, qui avait culminé à la 11e position.
| Chart                           | Position |
| ------------------------------- | -------- |
| UK Singles Chart                | 18       |
| U.S. Billboard European Hot 100 | 53       |

## Vidéo
La vidéo de « Do Ya » est d'environ 4 minutes, et a été libérée par l'intermédiaire de leur compte YouTube et leur page Myspace. 
La vidéo commence dans une maison, où les gens se réunissent pour les fêtes de Noël, et ils commençaient à ouvrir leurs cadeaux, qui ont un membre de McFly dans chacune d'elles. 
Dès que le groupe sort des cases, ils commencent à jouer la chanson. Plus d'invités arrivent, et bientôt, des Zombies arrivent à la maison. 
McFly ont peur à la fin de la chanson, et s'enfuient par l'intermédiaire de leurs McMystery Van et hors de la lune. 
La vidéo de « Do Ya » fut enregistrée au moment des fêtes de Noël, la polémique a refusé le clip à l'antenne pour être soi-disant trop choquant, et de la peur d'être copié par les jeunes téléspectateurs (lorsque les membres du groupe étaient dans les cadeaux de Noël). Finalement, elle a obtenu un droit d'antenne sur TMF Most Wanted.